# Marí el Diaca
|  | Per a altres significats, vegeu «Sant Marí». |

Marí (Loparo, illa de Rab, Croàcia, ca. 240 - San Marino, 366) fou un diaca dàlmata, tradicional fundador de la República de San Marino l'any 301. És venerat com a sant per l'Església catòlica.

## Llegenda
La tradició diu que Marí era un cànter de l'illa de Rab i que anà el 257 a Itàlia, amb Sant Lleó, fugint de les persecucions iniciades a Dalmàcia per Dioclecià, per reconstruir les muralles de Rímini. Els picapedreres aplegats a Rimini foren enviats al mont Titano per tallar-hi roca. Després, Marí tornà a Rimini i Lleó marxà al mont Felicià (o Monte Feltro) on edificà una església.
Marí restà a Rimini durant dotze anys i tres mesos, treballant i predicant el cristianisme. Una dona arribada de Dalmàcia va declarar que era la seva esposa legítima va intentar seduir-lo i, en no aconseguir-ho, l'acusà a les autoritats. Marí fugí de Rimini i, pujant el curs dels rius Marecchia i San Marino, es refugià a la cova de la Baldasserona. Passat un any, fou descobert i la dona va intentar seduir-lo de nou, però Marí es tancà a la cova i hi romangué durant sis dies, tot i no tenir menjar. Al sisè dia, la dona abandonà el seu projecte i tornà a Rimini, dient que l'havia acusat injustament i que el que havia dit era mentida.
Marí va poder deixar la cova, però pujà al mont Titano, que era a la vora i hi construí una ermita dedicada a Sant Pere apòstol, on començà a fer vida eremítica. Veríssim, fill de la vídua Felicíssima, propietària de les terres on era el mont, va queixar-se de la presència de l'eremita; Marí pregà i el noi va caure paralitzat a terra. La mare del noi va demanar que el guarís, i ella mateixa, el seu fill i 53 parents es convertiren al cristianisme i foren batejats. A més, donaren a Marí un terreny perquè hi fos sebollit en un futur. Al voltant de l'ermita es va formar una comunitat, que acabaria essent un establiment que donà lloc a la Ciutat de San Marino: la data tradicional de la fundació d'aquest establiment és el 3 de setembre de 301.
En 313, quan l'Edicte de Milà va acabar amb les persecucions, el bisbe Gaudenci de Rimini va convocar Lleó i Marí i els va consagrar com a sacerdot i diaca, respectivament. En tornar a la muntanya amb un ase, Marí trobà un os que matà l'ase; llavors el sant va ordenar l'os que substituís el seu animal de treball, i des de llavors, l'os va ajudar Marí en tots els treballs feixucs que feia l'ase.
Marí va morir al mont Tità, la tardor (la tradició també vol que sigui el 3 de setembre) de 366, a una edat molt avançada. Abans de morir, Marí va cridar als altres habitants de l'establiment que s'havia format al voltant de la seva ermita i els va dir:
| «                                        | Us deixo lliures d'un i altre home | » |
| — Relinquo vos liberos ab utroque homine |                                    |   |

Qus s'ha d'interpretar com que eren lliures del papa i de l'emperador; aquestes paraules són el fonament de la independència del territori, considerant-se aquesta data mítica com la del naixement de la Sereníssima República de San Marino.

## Historicitat
La llegenda barreja elements històrics i fantàstics. La versió més antiga és la de la Vita Sancti Marini, text hagiogràfic del 900. Probablement, el sant visqué més tard; la frase Relinquo vos liberos ab utroque homine ha d'ésser posterior, ja que manifesta una realitat feudal i el poder imperial i pontifici, que al segle iv encara no s'havien desenvolupat; en canvi, era una frase lògica als segles IX o X, quan es redacta la Vita.
Malgrat això, la llegenda ha estat el fonament històric i l'argument fonamental durant segles per a evitar la interferència d'altrs potències en la independència de San Marino.

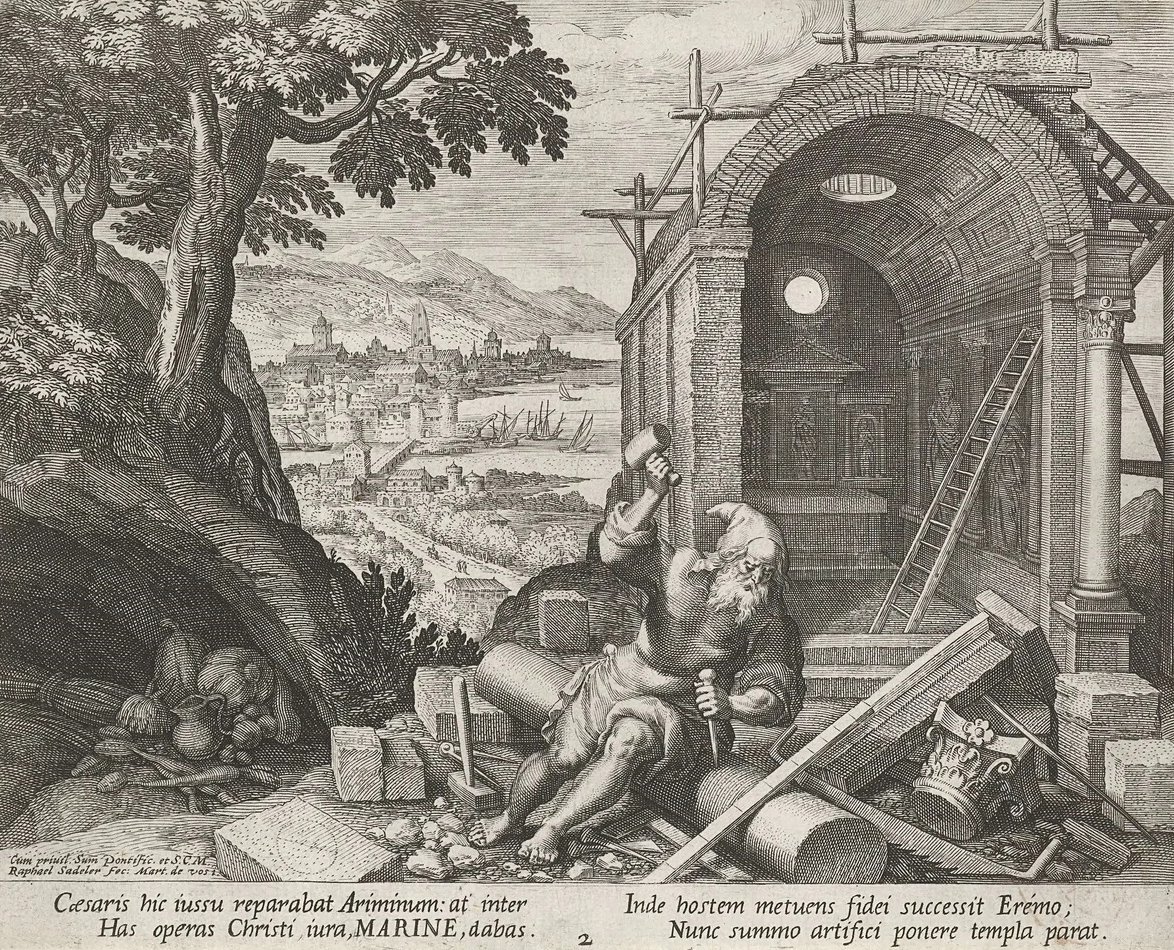
Sant Marí treballant, gravat del s. XVI
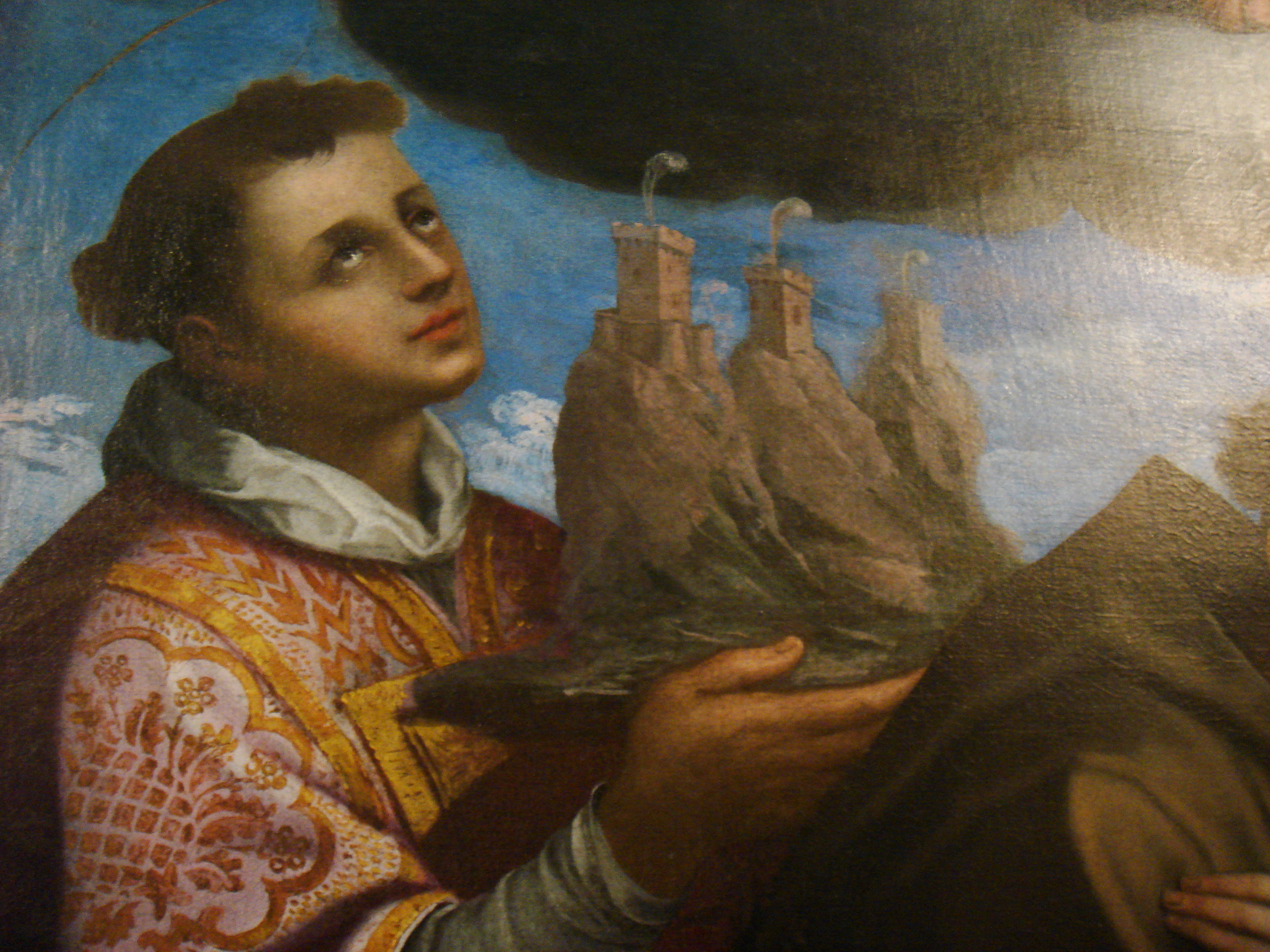
Pintura de Giovan Battista Urbinelli, 1640 (Museo di Stato di San Marino)
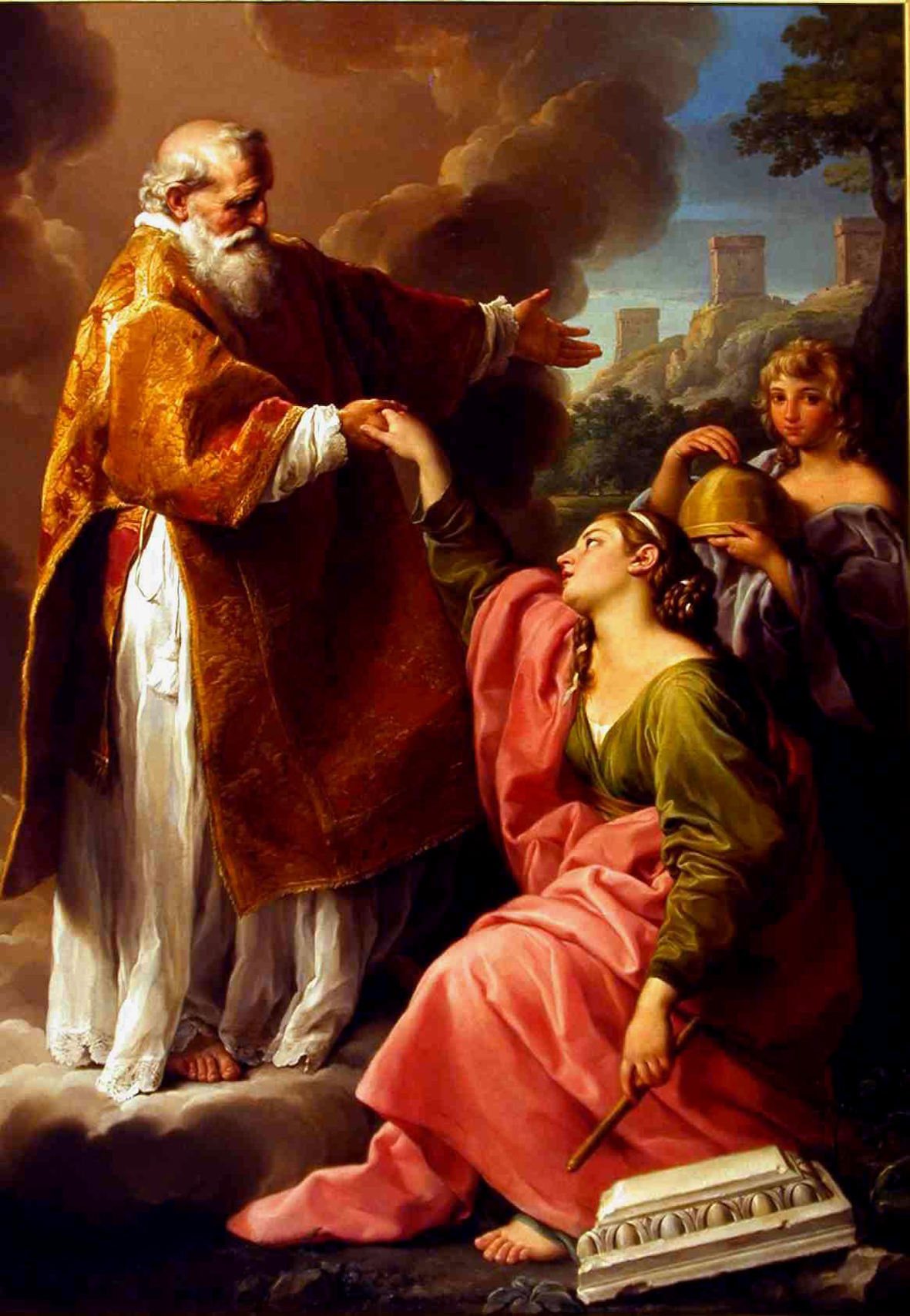
Marí ajudant la República, per Pompeo Batoni, 1740
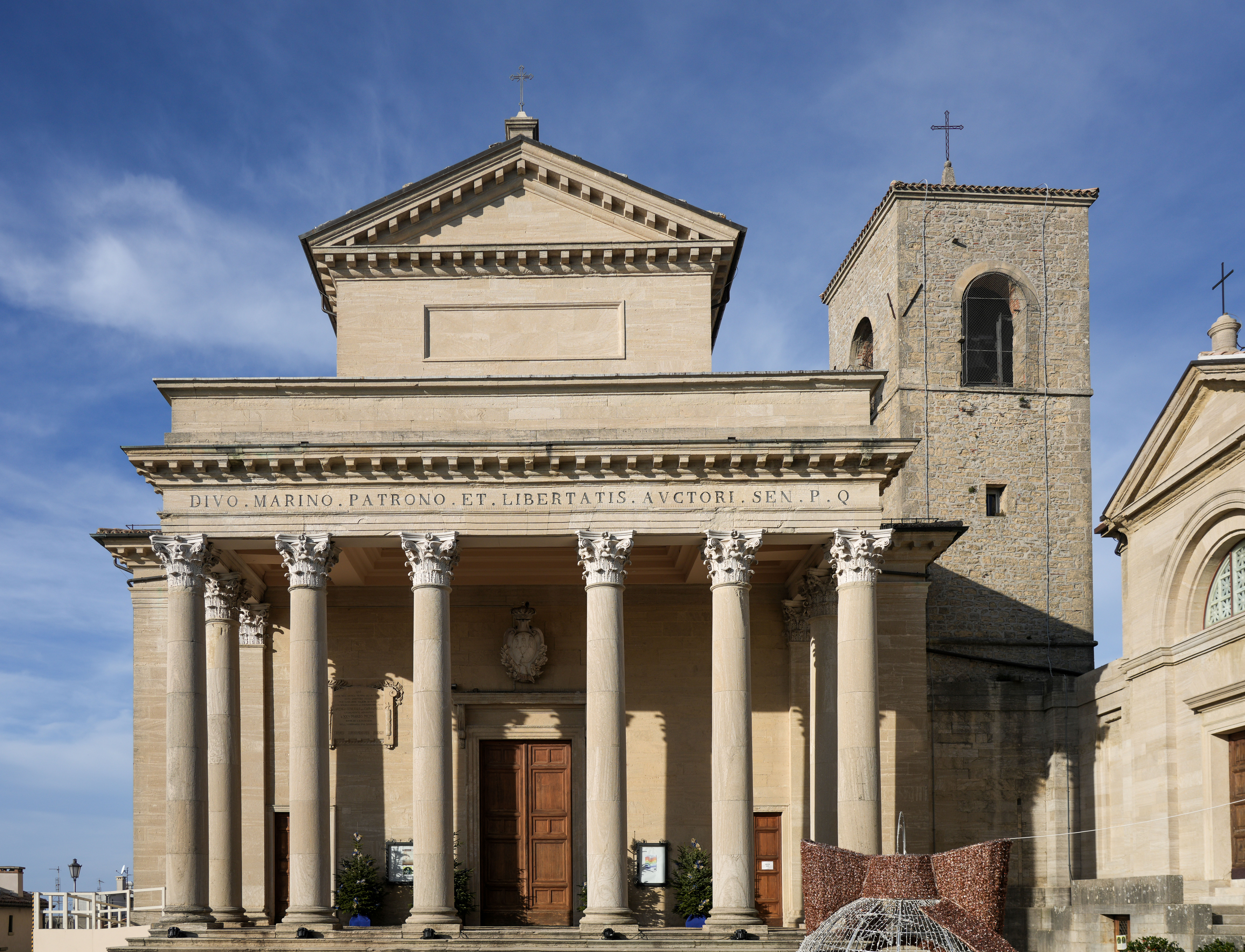
Basílica de San Marino
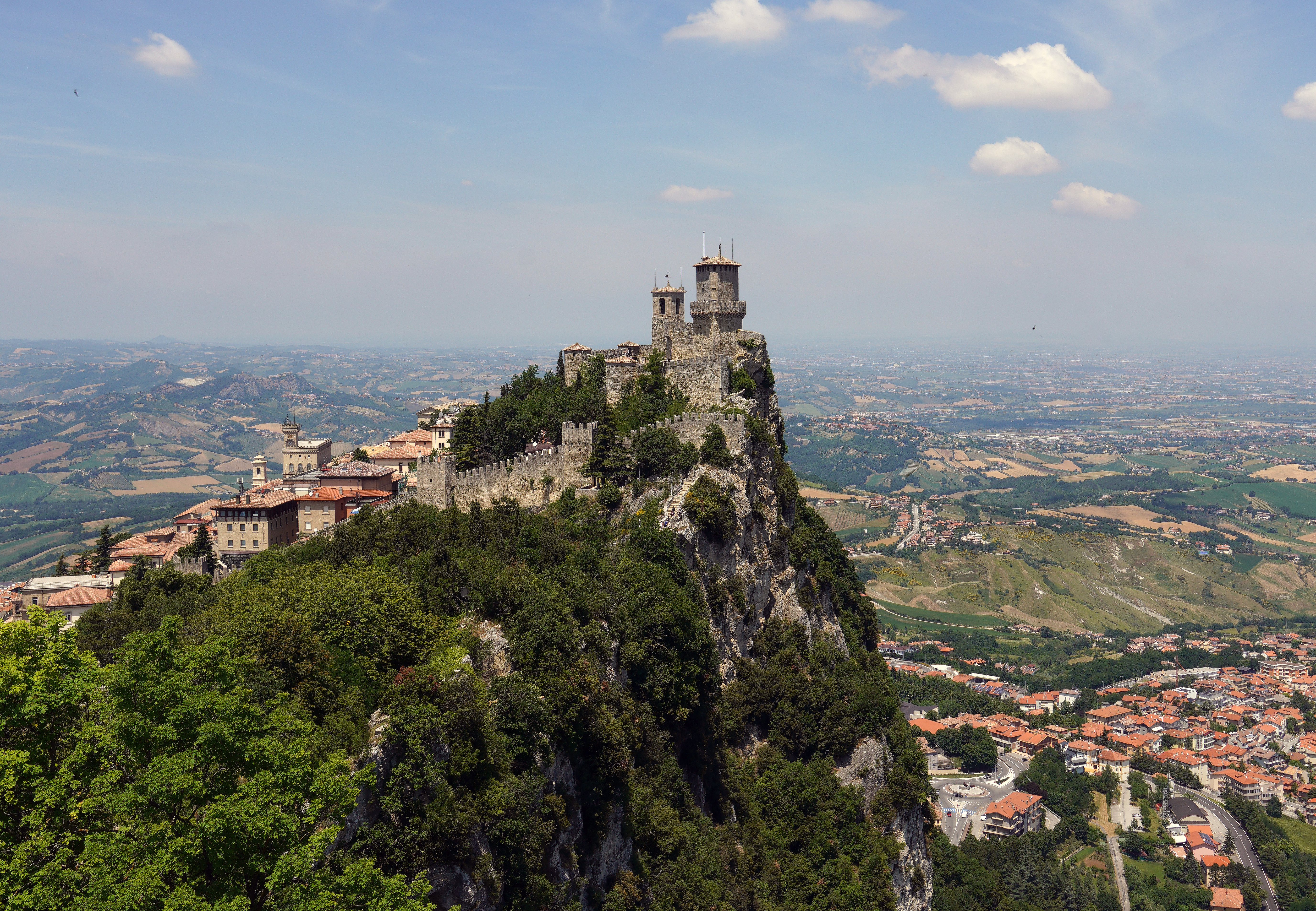
San Marino
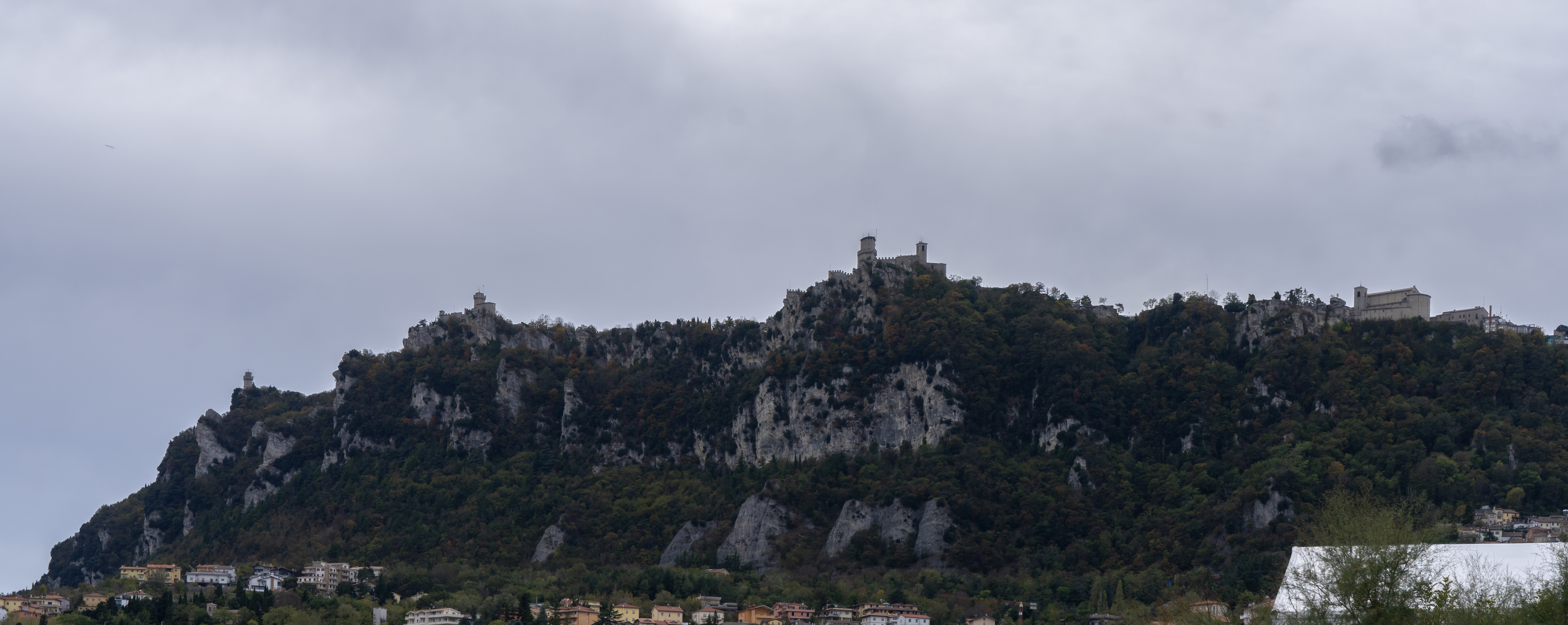
El mont Tità des d'Itàlia

## Veneració
El culte al sant fundador és molt gran a San Marino. Amb els sants Lleó i Àgata, és el sant patró de la república. La basílica de la Ciutat de San Marino li és dedicada, i el dia de la seva festivitat, el 3 de setembre, és la festa nacional de l'estat, ja que se'n considera la data fundacional.
Sota l'altar de la basílica es conserven part de les relíquies del sant, trobades el 3 de març de 1586; una altra part fou donada el gener de 1595 a Rab, el seu lloc de naixement. El crani es conserva en un bust reliquiari anomenat Sacra Teca, a l'altar de la basílica.